# Sala de exposición Jalca Grande, Historia, Naturaleza y Cultura Viva
La Sala de exposición Jalca Grande, Historia, Naturaleza y Cultura Viva es un museo ubicado en la provincia de Chachapoyas (Perú).
El museo está dedicado a la cultura chachapoyas. La colección reúne diversos objetos culturales y mapas de sitios arqueológicos. Entre los objetos exhibidos están imágenes de entierros de los antiguos habitantes de la zona y vestimenta de los pobladores del distrito de La Jalca. Una parte fundamental de la exhibición es el mito Juan de Osito, que resalta la importancia del oso de anteojos en los pueblos quechua y aimara.